# 말레이시아 항공 17편 격추 사건
말레이시아 항공 17편(영어: Malaysia Airlines Flight 17)은 네덜란드 암스테르담에서 말레이시아 쿠알라룸푸르로 가던 국제선 여객기이다. 2014년 7월 17일, 280명의 승객과 15명의 승무원을 실은 보잉 777-200ER기가 우크라이나 도네츠크주 흐라보베 근처, 러시아 국경에서 40 km 떨어진 곳에서 격추되어 추락하였다. 이 사고는 2014년 3월 초에 일어난 말레이시아 항공 370편 실종 사고에 이어 불과 4개월만에 두번째로 일어난 항공 사고이다.
인테르팍스가 인용한 알려지지 않은 우크라이나 안보 기관의 초기 보고에서는 우크라이나 정부가 고도 10,000m 부근에서 SA-11의 지대공 유도탄에 맞은 것으로 추측하고 있다고 밝혔다.
협정 세계시 15:30 경, 말레이시아 항공은 비행기와의 연락이 끊겼다고 밝혔다.
이 사고는 말레이시아 항공에서 가장 큰 사고로 227명의 승객이 희생된 말레이시아 항공 370편보다 많은 280명의 승객이 희생되었다.

## 배경

### 비행기
항공 17편은 보잉 777-2H6ER로 운용되며, 시리얼 넘버 28411, 등록 번호 9M-MRD이다. 84번째로 생산된 보잉 777이며 1997년 7월 17일에 처음 이륙하였다. 그리고 1997년 7월 29일에 말레이시아 항공으로 인도되었다. 이 비행기는 롤스-로이스 트렌트 892 엔진으로 동력을 얻으며 282명의 승객을 실을 수 있게 설계되었다. 9M-MRO는 처음 이륙한지 정확히 17년만에 추락하였다.
1994년에 소개된 보잉 777은 일반적으로 항공 전문가들에게 어떤 상업적인 비행기들보다 안전한 기록을 가졌다고 간주되고 있다. 보잉 777이 처음으로 상업적 비행을 한 1995년 6월부터 오직 4번의 심각한 기체손상이 연관된 사고만이 있었다.(2008년의 영국항공 38편 착륙 사고, 2011년 카이로 국제 공항에서 정지하고 있던 이집트 항공 777-200의 조종석에 화재가 난 것, 3명이 죽은 2013년의 아시아나항공 214편 착륙 사고, 2014년 3월 8일에 사라진 말레이시아 항공 370편)

### 승객
| 국적에 따른 희생자 | 국적에 따른 희생자 | 국적에 따른 희생자 |
| 국적               | 희생자수           | 이중 국적자 수     |
| ------------------ | ------------------ | ------------------ |
| 남아프리카 공화국  | 0                  | 1                  |
| 네덜란드           | 193                | 0                  |
| 뉴질랜드           | 1                  | 0                  |
| 독일               | 4                  | 0                  |
| 루마니아           | 0                  | 1                  |
| 말레이시아         | 43                 | 0                  |
| 미국               | 0                  | 1                  |
| 베트남             | 0                  | 3                  |
| 벨기에             | 5                  | 1                  |
| 아일랜드           | 0                  | 1                  |
| 영국               | 10                 | 0                  |
| 오스트레일리아     | 27                 | 1                  |
| 이스라엘           | 0                  | 1                  |
| 이탈리아           | 0                  | 1                  |
| 인도네시아         | 12                 | 0                  |
| 캐나다             | 1                  | 0                  |
| 필리핀             | 3                  | 0                  |
| 홍콩               | 0                  | 1                  |
| 전체               | 298                |                    |

말레이시아 항공은 MH17에 283명의 승객과 15명의 승무원이 탑승했다고 하며 모두 사망했다고 한다. 15명의 승무원은 모두 말레이시아인이다. 그리고 승객 중 3분의 2가 네덜란드인이다. 처음에 당국은 295명이라고 밝혔지만, 이는 같이 타고 있던 3명의 유아를 헤아리지 않은 것이다.
승객들 중엔 멜버른에서 열리는 에이즈 학회에 참가하기 위해 전 에이즈 학회장이자 이 학회를 주최한 욥 랑게가 타고 있었다고 한다. 또한 네덜란드 상원위원인 빌렘 비터빈과 그의 가족도 타고 있었다고 한다. 또한 오스트레일리아의 작가 리암 데이비슨과 그의 아내도 여행을 위해 타고 있었다.

## 격추

말레이시아 항공 17편 경로

비행기는 중부 유럽 시간 12:24(UTC 10:24)경 암스테르담 스히폴 국제공항 3번 출구를 출발하였다. 로이터에 따르면 말레이시아 항공은 지역 관제탑으로부터 UTC 14:15 경에 비행기와의 연락이 끊겼다는 통보를 받았다. UTC 15:30쯤 말레이시아 항공은 트위터를 통해 비행기와의 연락이 끊겼다고 밝혔다. 비행기에 타고 있던 사람들의 수는 대략 295명(승객 280명과 승무원 15명)으로 추정되며 공식적으로 확인된 것은 없지만 생존자는 없는 것으로 추정하고 있다.
플라이트레이다24는 싱가포르 항공 보잉 777과 에어 인디아 보잉 787 드림라이너가 항공 17편이 사라졌을 때 25 km 떨어진 여객기라고 보고했다.
비행기는 우크라이나 도네츠크주 동부 토레즈 북쪽인 흐라보프 마을에서 추락하였다.
지역 주민이 촬영한 것에 따르면 추락 지점에서부터 연기가 피어오르고 있었으며, 추락으로 전해졌다고 한다. 추락 장소의 사진은 시체, 여권에 더하여 파괴된 동체와 엔진 부분의 파편들이 흩어진 것을 보여주고 있다. 일부 잔해는 흐라보프에 있는 가옥 가까이에 떨어졌다.
7월 17일 저녁, lifenews.ru 포탈은 “7월 17일 도네츠크 지역의 토레즈 시 라시프노예 마을 근처에서 우크라이나 공군의 An-26 수송기가 추락하였다고 반군들이 전했다. 반군에 따르면 비행기는 주거 지역을 진전 중인 광신 근처에 추락하였다고 한다. 반군 중 한 명의 말에 따르면 현지 시각으로 17:30 경에 An-26이 도시를 저공비행으로 날았다고 한다. 이것은 로켓에 맞았으며 폭발과 함께 땅으로 떨어졌으며 검은 연기를 남겼다고 한다. 잔해가 하늘에서 떨어졌다고 한다.”라는 성명을 냈다. 이타르타스와 리아 노보스티도 현지 시각으로 16:00에 토레즈 근처에서 An-26이 격추되었다고 보고했다.

### 격추 전 까지의 사건
- 2014년 3월 8일 - 대한항공과 아시아나 항공이 “보안 상의 이유로 우크라이나 영공을 지나가는 것을 피한다”고 밝혔다.[41]
- 2014년 6월 29일 - NTV는 분리주의자들이 우크라이나 공군 기지 A-1402를 점령한 후 SA-11에 접근 할 수 있게 된다.[42] 같은 날 도네츠크 인민 공화국은 이미 지워진 트윗에서 이 시스템의 점유를 주장했다.[43]
- 2014년 7월 1일 - 우크라이나 관료가 동부 우크라이나 상공을 33,000 피트 (10,000 m) 이하로는 날지 않도록 조언했다.[44]
- 2014년 7월 10일 - 근거리 차량탑재 9K35 Strela-10 미사일(최대 교전 고도 3500 m [11,500 ft])가 도네츠크 근처 러시아의 “Lifenews team”의 사진에 찍혔다.[45] 한편 우크라이나 고위 관료는 반군이 SA-11 미사일 시스템을 점거하지 못했다고 밝혔다.[46] 우크라이나 관리 파벨 클림킨은 추가 성명을 통해 우크라이나는 그 지역에 정교한 지대공 미사일을 가지고 있지 않다고 밝혔다.[47]

- 2014년 7월 13일: 세르게이 쿠르기니얀은 우크라이나 군으로부터 탈취한 SA-11 발사대가 러시아 전문가들이 투입되어 곧 고쳐질 거라고 공표하였다[48]

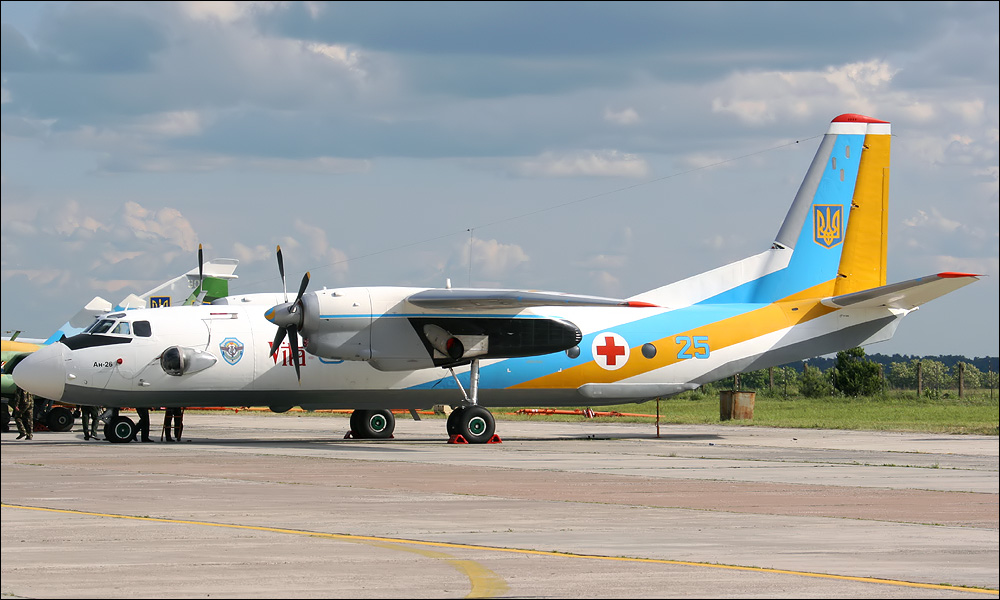
7월 14일에 격추된 것과 비슷한 우크라이나의 안토노프 An-26

- 2014년 7월 14일: 확인되지 않은 올레흐 부그로프 발레리야비크(군 참모장이자 자칭 루한스크 인민 공화국의 국방부 차관)과 러시아 총정보국의 장교 간의 통화가 있었다. 장교는 "이제 우리는 (레이다로 유도되는 지대공 미사일인) Buk(미사일 시스템)을 가졌으며, 우리는 이제 (비행기를) 격추시킬 것이다."라고 했다.[49]

- 2014년 7월 14일: 우크라이나 군용 안토노프 An-26 수송기가 21,000 피트 (6,400 m)로 날다가 격추당했다.[50] (SA-11로 격추된 것이 확인).[51] 미국 관료는 나중에 러시아 영토 내에서 비행기를 격추시킨 것으로 추정되는 증거라고 말했다.[52]

- 2014년 7월 14일: 우크라이나 관료가 동부 우크라이나 상공을 32,000 피트 (9,800 m) 이하로 날지 않도록 조언하였다.[44]

- 2014년 7월 16일: 우크라이나 군 수호이 Su-25 저공 지원기가 격추되었으며 우크라이나 정부 관료는 러시아군이 MiG-29의 공대공 미사일로 비행기를 격추시켰다고 혐의를 제기했다. 반면 러시아 국방부의 관리는 터무니 없다면서 부인하였다.[49][53][54]

- 2014년 7월 17일: 러시아는 다수의 영공에서 항로를 폐쇄하였다.[55] 이름이 알려지지 않은 AP 기자가 SA-11 미사일이 사고 지점으로부터 남동쪽으로 10km 정도 떨어진 곳인 동부 우크라이나 스니츠네 마을의 주유소에 있는 것을 보았다고 한다. 또한 그는 7대의 반군 소유의 탱크도 보았다고 한다.[56]

- 2014년 7월 17일: 세르게이 니콜라예비치 페트로프스키(러시아 총정보국의 관료, 이고리 기르킨의 보조관)과 반군 간의 확인되지 않은 통화에서 어디에 SA-11 미사일을 배치할 것인지 의논하고 있었다.[49]

### 비행기 시간표
| 경과 (시간) | 시각              | 시각                | 시각                | 시각                  | 사건                                |
| 경과 (시간) | UTC+0 협정 세계시 | UTC+02 (암스테르담) | UTC+03 (우크라이나) | UTC+08 (쿠알라룸푸르) | 사건                                |
| ----------- | ----------------- | ------------------- | ------------------- | --------------------- | ----------------------------------- |
| 00:00       | 10:14             | 12:14               | 13:14               | 18:14                 | 암스테르담 스히폴 국제공항 출발     |
| 03:01       | 13:15             | 15:15               | 16:15               | 21:15                 | 우크라이나 레이다로부터 비행기 격추 |

## 사고 후
사고의 여파로 우크라이나는 동부 우크라이나 영공의 모든 길을 폐쇄했다. 도네츠크 주 영공은 2014년 7월 1일에 이미 7,900m 상공까지 폐쇄되었으며, 7월 14일에는 9,800m까지 폐쇄되었다. 유로컨트롤은 성명을 통해 MH17은 비행 고도 330(10,000m, 33,000ft)였기 때문에 제한 고도 위였다고 밝혔다. 대한항공, 영국항공 콴타스 항공과 같은 몇몇 항공사들은 보안 문제로 몇 달 전부터 이 지역을 비행하는 것을 피하고 있었다.루프트한자, 에어프랑스, 터키항공, 트랜스아에로 항공, 아에로플로트, 버진 항공, S7 항공은 우크라이나 영공을 우회해서 가겠다는 의사를 밝혔다.
7월 18일 러시아 국방부 대변인이 기자에게 전한 것에 따르면 "러시아 레이다 장비가 7월 17일 동안 우크라이나 관할 도네츠크 남쪽 스틸라 마을에서 9S18 "Kupol"(9k37-1 SAM "Buk-M1" 전대가 발견하고 조준할 수 있는 레이다 기지)" 이 작동하는 것을 발견했으며 MH17이 추락한 지점이 아브디이카(도네츠크에서 북쪽으로 8km), 그루스코-자랸스코(도네츠크에서 동쪽으로 25km)에 있는 우크라이나의 SAM "Buk-M1" 포대가 영향을 미칠 수 있는 곳이며 반면 러시아의 방공 시스템은 그날 국경 주변에 배치되지 않았으며 공군은 출격하지 않았다면서 "이 정보는 목표 통제란 의미에서 전부 확인 된 것이다"라고 강조했다.

## 조사
유럽 안보 협력 기구의 화상 회의 이후 우크라이나 정부와 러시아, 비행기가 추락한 지점을 통제하고 있는 노보로시야 연방국은 우크라이나 당국과 유럽 안보 협력 기구 감시요원이 협력한 "국립 조사 위원회"의 "안전한 접근과 안보 보장"에 동의했다. 그러나 우크라이나 국가안보 및 국방회의에 따르면 "추락 지점을 둘러싸고 있고 문자 그대로 총구를 들이대면서 일하고 있는 SES팀"인 반군들로 인해 "모든 증거가 장악되었다"고 한다.
비번인 광부가 지역 경찰과 구조 인력과 함께 추락에 대한 즉각적인 도움에 응하여 잔해를 쓸고 생존자들을 찾고 있다고 했다.
미국 고위 정부 관계자는 ABC 뉴스에서 FBI와 NTSB 관계자가 조사를 위한 "고문 역할"을 위해 우크라이나로 갈 태세를 취하고 있다고 했다.

### 원인에 대한 가설

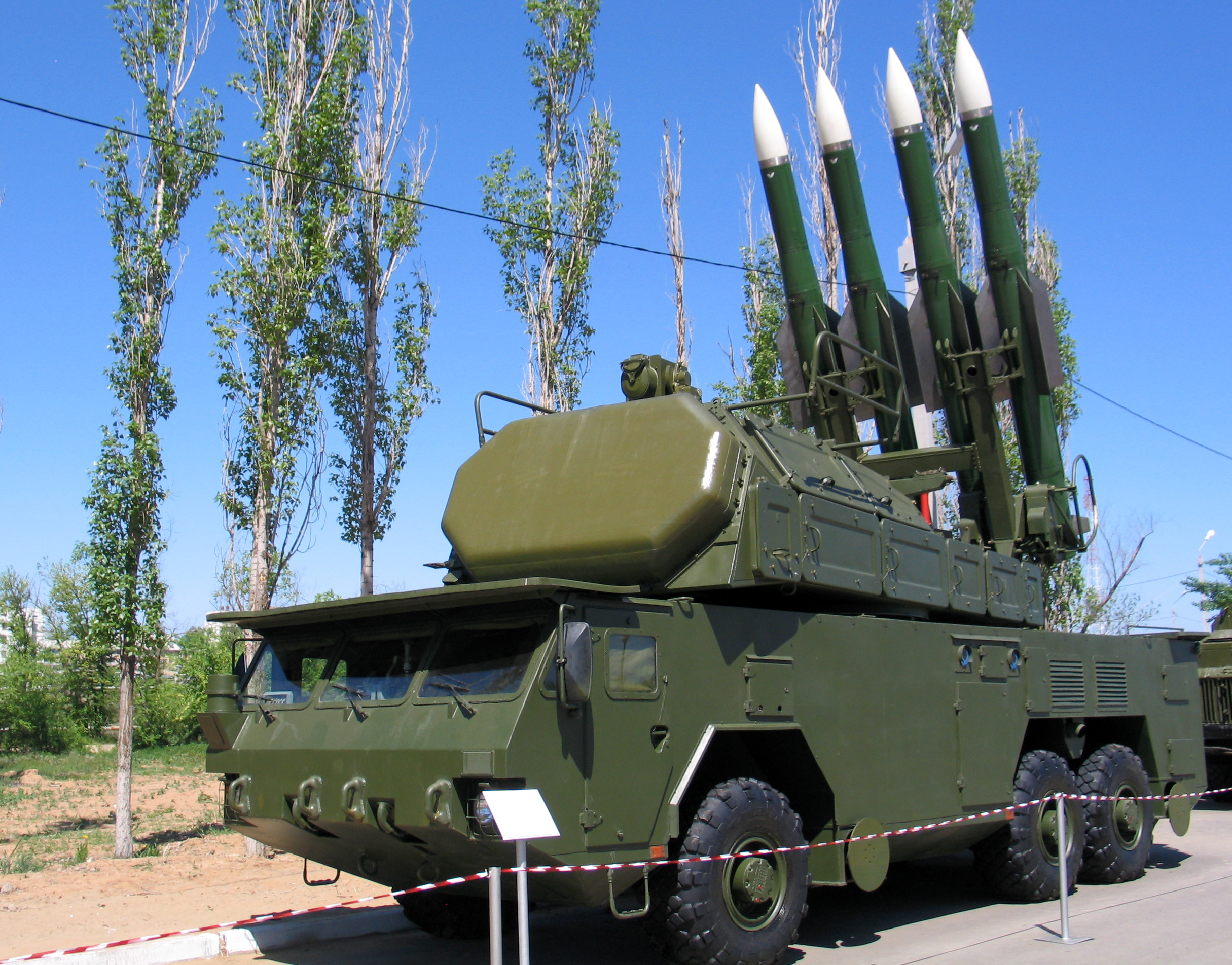
SA-11 미사일

브이콘탁트를 통한 많은 출처들이 돈바스 인민군의 사령관인 이고리 기르킨의 소행으로 그는 비행기 추락과 거의 같은 시간에 우크라이나 동부 러시아 국경 근처에서 비행기가 격추되었다는 보고를 받았다는 것을 인정했다. 게시된 내용은 특히 어떻게 비행기에게 그들의 영공에서 날지 말라고 경고를 했고 우크라이나 위기관리 본부가 추측한 An-26의 격추가 MH17을 오인한 경우라고 한다. 이후 이 내용은 뒤늦게 삭제되었고 이 계정 배후의 인물은 기르킨이 공식적으로 가진 소셜 계정이 없다고 주장했다.
이 사고는 전날 수호이 Su-25 근접 항공 지원기의 손실 뒤에 일어났으며 우크라이나 군 An-26 수송기 손실은 이보다 3일 전에 일어났다. 우크라이나 정부 관리는 러시아군의 소행으로 보고 있으나 러시아 국방부 대변인은 터무니 없다면서 이런 혐의를 부인하였다.
우크라이나 내무부 장관 보좌관인 안톤 게라슈첸코는 성명을 통해 여객기가 "테러리스트의 지대공 미사일로 격추"된 것이라고 밝히면서 동부 우크라이나를 러시아와 통합하고자 하는 반군들을 언급했다. 뒤에 우크라이나 대통령은 성명을 통해 우크라이나 당국은 격추의 가능성을 "배제하지 않는다"고 했다. 반군들은 말레이시아 항공기가 날고 있던 고도에서 격추시킬만한 무기가 없다면서 이를 부인하고 있다.
방위 전문가들이 비행기가 격추되기 위해선 높은 고도에서 레이다의 도움을 받은 장거리 지대공 미사일이나 전투기에서 날아온 공대공 미사일어야 한다고 밝혔다. MH17이 충돌한 다음 DNR은 "그들은 10km 위의 비행기에 접근할 수 있는 무기를 가지고 있지 않다"면서 수 많은 경우를 주장했다. 그러나 MH17이 추락하기 직전, DNR은 레이다의 유도로 22,000m(72,000 ft) 상공까지 도달할 수 있는 SA-11 미사일에 접근할 수 있다고 했다. 7월 17일, 알려지지 않은 AP 기자가 SA-11 미사일이 사고 지점으로부터 남동쪽으로 10km 정도 떨어진 곳인 동부 우크라이나 스니츠네 마을의 주유소에 있는 것을 보았다고 한다. 또한 그는 7대의 반군 소유의 탱크도 보았다고 한다. 7월 18일, 우크라이나 신문은 3대의 탱크가 줄지어 있으며 2대의 BTR과 SA-11 미사일을 실은 탱크가 드미트리프카 마을 근처에서 찍혔다고 주장했다. 6월 29일 NTV는 분리주의자들이 우크라이나 방공기지를 A-1402를 점령한 후 SA-11 미사일에 접근할 수 있다고 보도했다. 같은 날, 도네츠크 인민 공화국은 이미 지워진 트윗을 통해 이런 시스템의 소유를 주장했다. 7월 13일 세르게이 쿠르기니얀은 우크라이나 군으로부터 탈취한 SA-11 발사대가 러시아 전문가들이 투입되어 곧 고쳐질 거라고 공표하였다. 근거리 차량 탑재 9K35 Strela-10 미사일도 또한 러시아 "Lifenews" 팀이 7월 10일 도네츠크 근처에서 촬영하였다. 한편 우크라이나 외무부 장관 파벨 클림킨은 성명을 통해 우크라이나는 그지역에 정교한 지대공 미사일을 가지고 있지 않으며 최근 몇 주 사이에 분리주의자 무리가 점령한 것이 없다고 밝혔다.
《제인스 디펜스 위클리》(Jane's Defense Weekly)는 그들의 분석을 통해 SA-11 미사일 발사대 차량이 잘 훈련된 사병이나 지원 차량(지휘 차량과 표적탐지 레이다 차량) 없이는 AN-26 비행기와 민간 보잉 777을 구분할 수 없다는 성명을 밝혔다. 사실 하버드 대학교 국방과 정보 프로젝트의 책임자인 케빈 라이언 준장은 광범위하게 훈련된 사병 없이는 어떤 것도 격추하기 힘들 것이라고 했다.
월스트리트 저널에 따르면 미국 정보 기관은 비행기의 추락이 러시아군이나 필요한 경험이 부족한 친러시아 분리주의자들의 소행인지 의견이 엇갈리고 있다. 여전히 그들은 "모든 길은 다소 러시아가 이끌었을 것이다"라고 주장하고 있다.
러시아 연방 항공 수송국에서 나온 출처에 따르면 우크라이나 국가안보 및 국방회의가 "대테러 작전"이라고 불리는 것 때문에 동부 우크라이나 영공을 둘러싸고 있다고 했다. 추락 직후 국제 항공 운송 협회는 "현재 구할 수 있는 정보들을 근거로하여 비행기가 가로지르고 있던 영공은 제한을 받지 않았다."라는 성명을 밝혔다.

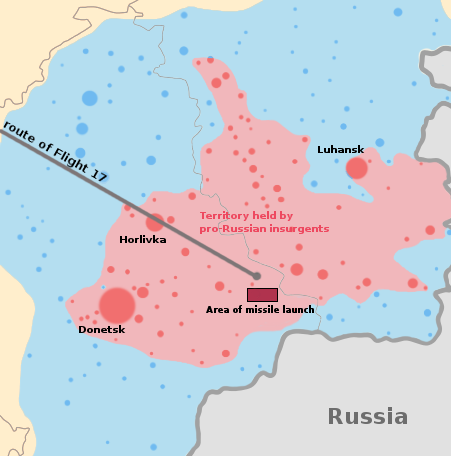
말레이시아 항공 17편 추락 지점 지도
----
(선) - 말레이시아 항공 17편의 경로
미사일이 발사된 곳으로 추정되는 지점
친러파 반군 점거 지역

우크라이나 보안 기관은 분리주의자 사령관이 민간 항공기가 격추되었다고 보고 받을 도청한 것을 공개하였다. 러시아군 정보 장교와 반군의 일원 간의 통화를 도청하여 녹음한 것에 따르면 17 비행기편은 전해진 바에 따르면 도네츠크에서 북서쪽으로 80km 떨어진 루한스크주 초르누킨 근처의 검문소에 배치된 우크라이나 친러시아 코샤크들이 격추했다고 했다.
7월 18일, 러시아 국방부는 추락 그 당시 "러시아 군의 대공 무기는 그 지역에서 작동하지 않았다."고 공표했다. 러시아는 우크라이나의 Buk-M1이 도네츠크 북서쪽에 자리 잡고 있으며 러시아의 무기는 이들의 레이다가 작동하는 것을 발견했다고 한다. 또한 국방부는 여객기를 격추시킬 수 있는 미사일을 가진 우크라이나 SA-11 포대가 배치되어 있었다고 한다. 도네츠크 인민 공화국 대표는 많은 양의 성명서를 통해 군용 An-26 수송기가 맞은 것을 봤다는 보고와 그들은 10km 상공까지 도달하여 여객기를 격추할 미사일이 없다고 밝혔다. 반면 루한스크 인민 공화국 대표는 수호이 Su-25로 식별된 우크라이나 비행기가 보잉기를 격추하는 것을 목격했다고 주장했다. Gazeta.ru는 양쪽의 주장이 충돌함을 지적하며 우크라이나와 도네츠크 인민 공화국이 10km 상공까지 갈 수 있는 SA-11 미사일을 보유하고 있으나 실용 상승 한도 5km에서의 수호이 Su-25 전투기는 여객기를 격추하는 것을 불가능하게 할 수 있다고 했다. 또다른 추측으론 그들이 의도한 목표가 6번째 BRICS 정상 회담을 위해 남아메리카를 방문하고 돌아오면서 동유럽을 지나는 블라디미르 푸틴 대통령의 비행기일 수도 있다고 한다.

## 국제 반응
- 우크라이나 - 우크라이나 대통령 페트로 포로셴코는 "테러 행위"라고 표현한 추락에 관한 네덜란드의 조사를 지원하겠다고 맹세했다. 전해진 바에 따르면 그는 네덜란드 마르크 뤼터 총리와의 전화에서 사고 희생자들에게 애도를 표했다고 한다.[99]

- 말레이시아 - 다음날 말레이시아에서 하마잔 자이누딘 외부무 차관은 밝힌 바에 따르면 외무부는 러시아와 우크라이나 정부와 함께 협조하여 사고를 조사할 것이라고 한다.[100]

- 네덜란드 - 마르크 뤼터 총리는 다음과 같은 성명을 밝혔다. "나는 우크라이나 상공을 지나 암스테르담에서 쿠알라쿰푸르로 가던 말레이시아 항공 MH17의 추락한 관한 뉴스를 듣고 매우 깊은 충격을 받았다." 추가로 그는 네덜란드의 대응을 조직화하기 위해 그의 휴가를 중단한다고 밝혔다.[101] 네덜란드 정부 건물은 7월 18일에 조기를 게양한다고 밝혔다.[102]

- 미국 - 버락 오바마 대통령은 "미국은 어떤 일이 일어났으며 왜 그런지 밝히기 위해 어떤 것이라도 도울 것이다. 국가적 차원에서 우리의 생각과 기도가 승객들이 집으로 돌아올 수 있도록 승객들의 가족과 함께한다."[103] 조 바이든 부통령은 비행기가 고의로 "하늘에서 파괴된 것"으로 보인다고 했으며, 사고 조사를 위한 지원을 맹세했다.[104]

- 영국 - 영국 외무성은 "어떤 일이 일어났는지 급히 규명해야 한다"고 밝혔다.[105] 데이비드 캐머런 총리는 "말레이시아 항공 참사에 충격을 받았고 슬프다"고 밝혔다.[53]

- 오스트레일리아 - 토니 애벗 총리는 만약 사건이 격추 때문에 일어난 것이라면 그것은 죄이며 가해자는 법의 심판을 받아야 한다고 말했다. 오스트레일리아 외무부는 이 사고가 매우 큰 비극이며 어떤 오스트레일리아인이라도 가족의 안부가 걱정된다면 즉시 그들에게 연락을 취해야 할 것이며 이것 역시 오스트레일리아인 승객이 얼마나 탑승했는지를 기다리는 것이라고 밝혔다.[106]

- 독일 - 앙겔라 메르켈 총리가 성명을 통해 밝힌 바에 따르면 그녀는 이 사고와 가능한 상황으로 "충격"을 받았으며, “신속하고 독립적인” 조사를 요구하였다.

- 러시아 - 블라디미르 푸틴 대통령은 그의 깊은 애도를 말레이시아인, 그리고 승객의 유족들에게 표현했다.[107] 그는 "비행기가 추락했을 때 있었던 영공의 나라"에게 사고의 책임이 있다고 했으며, "남동쪽 우크라이나의 군사 행위가 다시 일어나지 않았다면 사고는 일어나지 않았을 것이다."라고 했다.[103][104][108]

## 같이 보기
- 대한항공 902편 격추 사건
- 대한항공 007편 격추 사건
- 이란 항공 655편 격추 사건
- 팬암기 103편 폭파 사건